# Пілотований космічний корабель

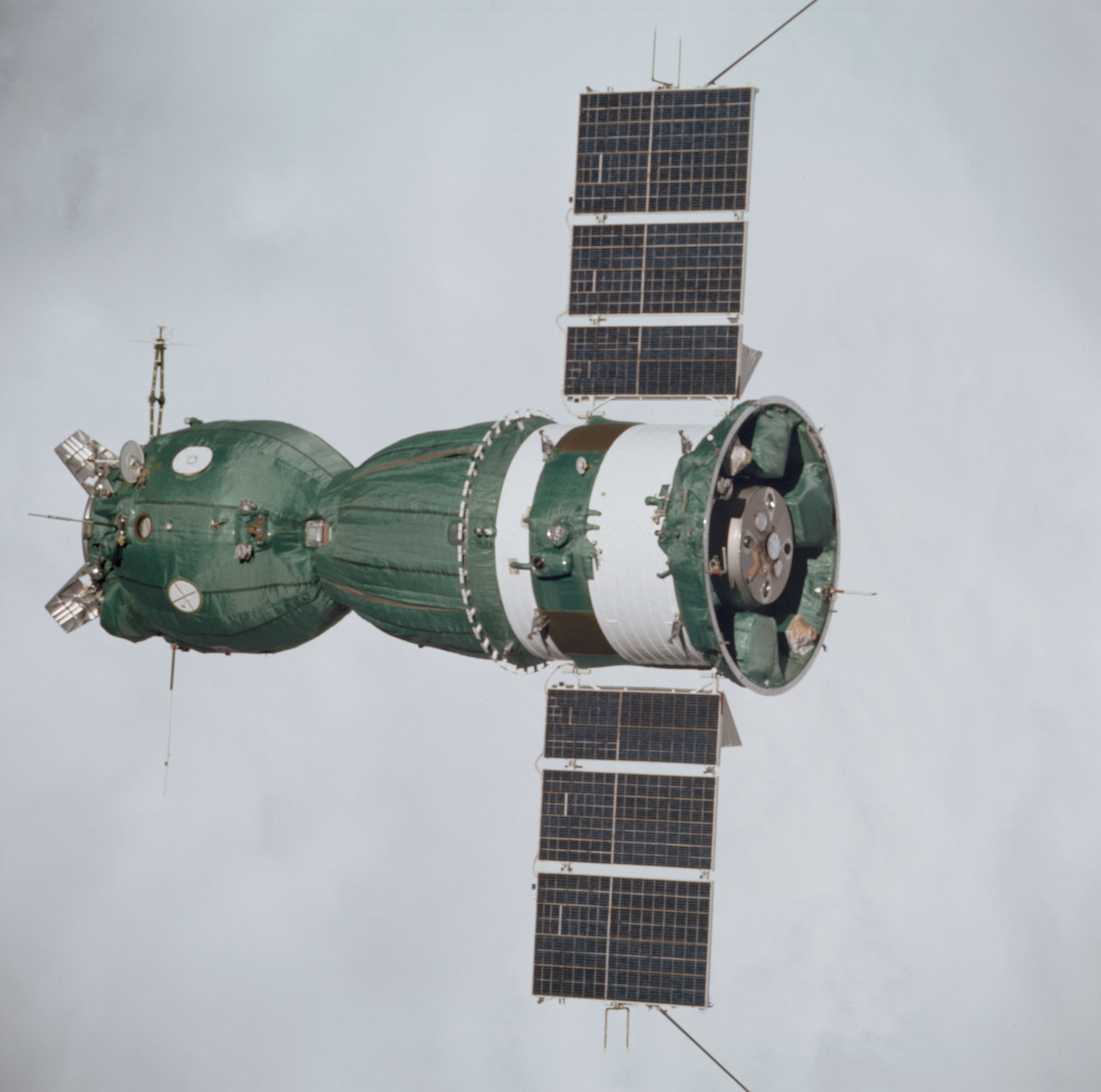
Союз-19

Пілотований космічний корабель — пілотований космічний апарат, призначений для виконання польотів людей в космічному просторі і, зокрема, доставки людей в космос і безпечного їх повернення на Землю (або іншу планету / супутник / космічну станцію). Пілотовані космічні кораблі для польоту на навколоземних орбітах називають кораблями-супутниками, а для польоту до інших небесних тіл — міжпланетними кораблями.
Першим пілотованим космічним кораблем став радянський корабель Восток-1, на якому Юрій Гагарін здійснив перший повноцінний космічний політ, облетівши Землю з першою космічною швидкістю.
З огляду на високу складність створення пілотованих космічних кораблів, на початок 2021 їх мають тільки три країни — РФ, США, Китай. При цьому китайські космічні кораблі багато в чому повторюють радянський космічний корабель «Союз». Тільки в США і колишньому СРСР були створені багаторазові системи з пілотованих космічних кораблів-космопланів (на даний момент виведені з експлуатації). Також Індія, Японія, Європа (Європейське космічне агентство), Іран, КНДР мають плани створення пілотованих космічних кораблів.
2003-2006 і 2011-2020 космічні кораблі серії «Союз» були єдиним засобом доставки людей на МКС.

## Проблеми
Однією з основних проблем при конструюванні цього класу космічних апаратів є створення безпечної, надійної і точної системи повернення екіпажу на земну поверхню у вигляді безкрилого спускного апарата (СА) або космоплана. Крім того, важливою є наявність системи аварійного порятунку (САС) на початковому етапі виведення ракетою-носієм (РН). Проєкти космічних кораблів першого покоління не мали повноцінної ракетної САС — замість неї, як правило, використовувалося катапультування крісел екіпажу, крилаті космоплани також не оснащені спеціальною САС. Також космічний корабель обов'язково повинен бути оснащений системою життєзабезпечення екіпажу.

## Основні системи
Основні системи пілотованих космічних кораблів: системи життєзабезпечення; захист (протиметеорний, протирадіаційний тощо); рушійні установки для корекції або зміни траєкторії польоту, орієнтації та стабілізації; пошук, зближення, причалювання і стикування космічних кораблів з орбітальними станціями і шлюзування при переході екіпажу; енергоживлення для довготривалих польотів; керування і посадки на Землю.

## Космічні кораблі
Космічні кораблі 1-го покоління для коротких польотів навколо Землі, відпрацювання роботи екіпажа, виходу у відкритий космос, зближення і стикування:
1. Восток (6 польотів, проєкт завершений)
2. Восход (2 польоти, проєкт завершений)
3. Меркурій (6 польотів, проєкт завершений)
4. Джеміні (10 польотів, проєкт завершений)
5. Шугуан і пілотований FSW (проєкти зупинені)

Космічні кораблі другого покоління призначались для тривалих автономних польотів, стикувань з орбітальними станціями для доставки екіпажів і вантажів:
1. Союз (143 польоти, 2 катастрофи, 3 аварії РН без жертв (в тому числі 2 суборбітальних польоти), 6 перерваних польотів без завершеного стикування з КС; продовжує польоти)
2. Л1 / Зонд (безпілотний обліт Місяця, проєкт завершений)
3. Л3 (проєкт зупинений на стадії безпілотних льотних випробувань)
4. Аполлон (15 польотів, 1 аварія, проєкт завершений)
5. ТКС - Транспортний корабель постачання (проєкт завершений)
6. Шеньчжоу (11 польотів, здійснює польоти)
7. Фудзі (проєкт припинений)
8. OV (проєкт в стадії розробки)
9. CRV (пілотований ATV) (проєкт в стадії розробки)
10. пілотований HTV (проєкт в стадії розробки)

Багаторазові космічні кораблі:
1. X-20 Dyna Soar (проєкт не реалізований)
2. Спіраль (проєкт припинений)
3. ЛКС (проєкт не реалізований)
4. Спейс шаттл (135 польотів, 2 катастрофи (в тому числі 1 на старті), проєкт завершений)
5. X-30 NASP (проєкт припинений)
6. VentureStar (проєкт припинений)
7. ROTON (проєкт припинений)
8. Delta Clipper (проєкт)
9. Kistler K-1 (проєкт припинений)
10. Dream Chaser (проєкт в стадії безпілотних льотних випробувань)
11. Silver Dart (проєкт)
12. Зоря (проєкт зупинений)
13. Буран (1 безпілотний політ, проєкт призупинено)
14. Гермес (проєкт зупинений)
15. Зенгер-2 (проєкт зупинений)
16. HOTOL (проєкт зупинений)
17. HOPE (проєкт зупинений)
18. ASSTS (проєкт зупинений)
19. Канко-мару (проєкт)
20. Шеньлун (проєкт в стадії розробки)
21. МАКС (проєкт зупинений)
22. Кліпер (проєкт зупинений)

Частково багаторазові космічні кораблі:
1. Dragon V2 (1 політ, проєкт в стадії пілотованих льотних випробувань)
2. Орел (проєкт в стадії розробки)
3. Starliner (проєкт в стадії безпілотних льотних випробувань)
4. ACTS (проєкт в стадії розробки)
5. Оріон (проєкт в стадії розробки)